# Province d'Esteban Arce
La province d'Esteban Arce est une des 16 provinces du département de Cochabamba, en Bolivie. Son chef-lieu est la ville de Tarata.

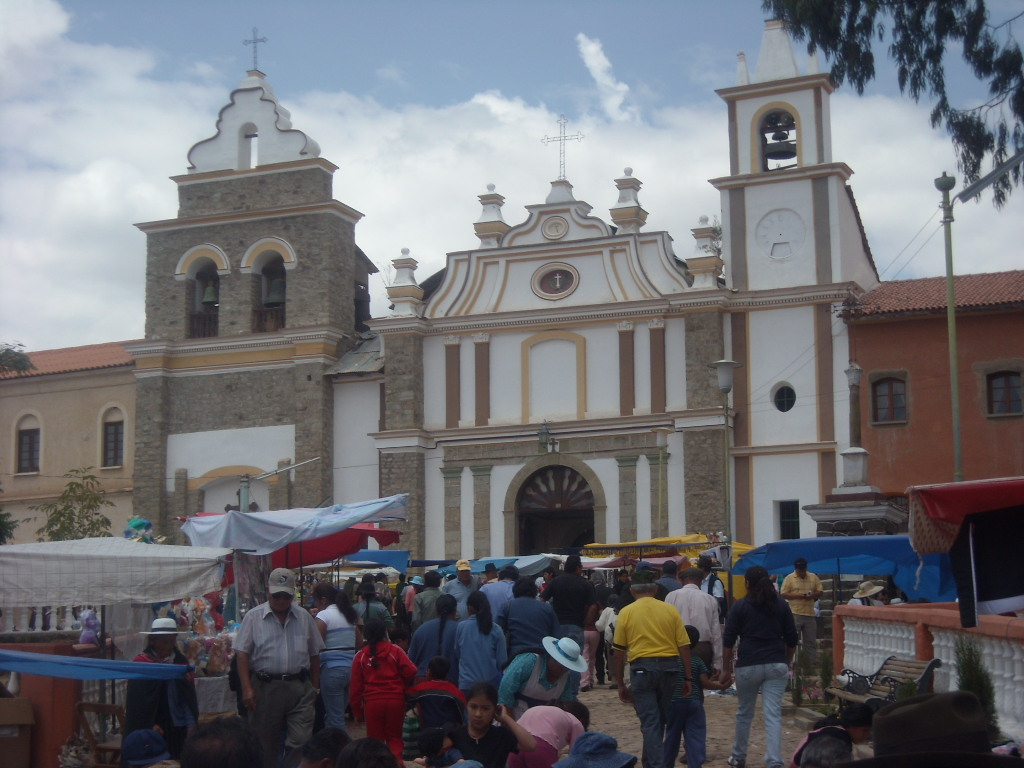
Église San José sur la place Esteban Arce (Moko Pata), Tarata